# Distrito de Golub-Dobrzyń
Golub-Dobrzyń (polaco: powiat golubsko-dobrzyński) es un distrito (powiat) del voivodato de Cuyavia y Pomerania (Polonia). Fue constituido el 1 de enero de 1999 como resultado de la reforma del gobierno local de Polonia aprobada el año anterior. Limita con otros cinco distritos de Cuyavia y Pomerania: al norte con Wąbrzeźno, al nordeste con Brodnica, al este con Rypin, al sur con Lipno y al oeste con Toruń; y está dividido en seis municipios (gmina): uno urbano (Golub-Dobrzyń), otro urbano-rural (Kowalewo Pomorskie) y cuatro rurales (Ciechocin, Golub-Dobrzyń, Radomin y Zbójno). En 2011, según la Oficina Central de Estadística polaca, el distrito tenía una superficie de 612,85 km² y una población de 45 316 habitantes.